# Кирилловська сільська рада (Уфимський район)
Кири́лловська сільська рада (рос. Кирилловский сельский совет) — муніципальне утворення у складі Уфимського району Башкортостану, Росія. Адміністративний центр — присілок Кириллово.
До 2004 року до складу сільради входив також присілок Князево, який потім увійшов до складу Уфимського міського округу.

## Населення
Населення — 3773 особи (2019, 1557 в 2010, 964 в 2002).

## Склад
До складу поселення входять такі населені пункти:
| Населений пункт           | Населення, осіб (2002) | Населення, осіб (2010) |
| ------------------------- | ---------------------- | ---------------------- |
| Грибовка, присілок        | 152                    | 316                    |
| Дорогино, присілок        | -                      | 225                    |
| Кириллово, присілок       | 681                    | 773                    |
| Рождественський, присілок | 72                     | 95                     |
| Світла, присілок          | -                      | 93                     |
| Тауш, присілок            | 59                     | 55                     |